# Maurizio Domizzi
Maurizio Domizzi (Roma, 28 giugno 1980) è un allenatore di calcio ed ex calciatore italiano, di ruolo difensore, tecnico della Correggese.
Ottimo rigorista, in carriera ha messo a segno 12 calci di rigore su 13 calciati.

## Carriera

### Inizi
Prodotto del vivaio della Lazio, che lo acquistò dal Casalotti, passa nell'ottobre del 1998 in prestito al Livorno, dove quindi fa l'esordio da professionista nella Serie C1. Torna alla squadra biancoceleste nella stagione post-scudetto dove però non trova la possibilità di scendere in campo in campionato, rimandando così l'esordio in massima serie. Nel calciomercato del 2001 passa al Milan, il quale però lo gira prima al Modena in Serie B in prestito per la stagione 2001-2002, e poi in comproprietà alla Sampdoria per la stagione 2002-2003.
La stagione successiva la Sampdoria, tornata in Serie A, riscatta il giocatore dalla compagine rossonera e lo fa esordire nella massima divisione il 30 agosto 2003 in Reggina-Sampdoria. A metà stagione viene mandato in prestito al Modena dove già aveva militato anni prima. Nelle stagioni successive Domizzi non vestirà più la maglia blucerchiata poiché per la stagione 2004-2005 va in prestito al Brescia e per la stagione 2005-2006 all'Ascoli.

### Napoli
Il 6 giugno 2006 viene ingaggiato dal Napoli che lo acquisisce in compartecipazione con la Sampdoria. Nella stagione 2006-2007 in Serie B con il Napoli ha segnato 2 gol.
Il 18 giugno 2007 viene riscattato dal Napoli e messo sotto contratto fino al 2011.
Nella sua prima stagione in Serie A con il Napoli si è messo in evidenza come rigorista realizzando ben 6 dei 7 rigori calciati, due dei quali segnati nella stessa partita al portiere della Juventus e della nazionale Gianluigi Buffon e altrettanti tra andata e ritorno contro il Milan. Con 8 gol in campionato (6 rigori) e 3 in Coppa Italia (tutti su azione) ha fatto registrare il proprio record personale di segnature in una stagione ed è stato il difensore più prolifico della stagione 2007-2008 e il miglior marcatore stagionale della squadra. Inizia la stagione 2008-2009 restando ai margini della squadra.

### Udinese
La sua esperienza napoletana si chiude ufficialmente il 1º settembre 2008, a campionato iniziato, quando viene acquistato in comproprietà dall'Udinese per 2,5 milioni di euro. Il 1º giugno 2009 l'Udinese rileva la seconda metà del cartellino del giocatore, nell'ambito dell'operazione che porta Fabio Quagliarella al Napoli. Segna il primo gol in maglia bianconera l'11 gennaio 2009 contro la Sampdoria (1-1), mentre il secondo arriva più di due anni dopo, il 23 gennaio 2011, nella prestigiosa vittoria interna per 3-1 dell'Udinese ai danni dell'Inter. Batte il proprio record di gol stagionali (2) in maglia friulana il 2 febbraio 2011, segnando l'1-1 ai danni del Bologna. Il 23 ottobre 2011 realizza la sua unica rete stagionale contro il Novara (3-0) di testa su corner di Di Natale. Il 5 luglio 2012 rinnova il suo contratto con la società friulana fino al 30 giugno 2015. Domizzi segna un importante gol nella prima parte di stagione del campionato 2012-2013, il 28 ottobre 2012, ai danni della Roma allo Stadio Olimpico dando il la alla rimonta dei friulani, che recuperano da 0-2 e si impongono per 3-2.
Il 15 maggio 2016, nell'impegno di casa contro il Carpi, subentra a Widmer al 91', per la sua ultima apparizione in maglia bianconera, a 36 anni ancora da compiere (nella stessa partita lascia la squadra dopo 12 anni anche Antonio Di Natale).

### Venezia e ritiro
L'8 giugno seguente, in scadenza di contratto, si accorda firmando un biennale con il Venezia, club veneto neopromosso in Lega Pro. Il 15 aprile 2017 ottiene la promozione nel campionato cadetto con la maglia dei veneti.
Il 30 settembre 2017 segna nei minuti di recupero la rete decisiva nella vittoria esterna per 3-2 dei lagunari contro la Ternana, in Serie B. Con i lagunari milita per tre stagioni.
Nell'estate 2019 si ritira dall'attività agonistica.  Nel settembre del 2020 inizia a frequentare a Coverciano il corso UEFA A per poter allenare le prime squadre fino alla Serie C ed essere allenatori in seconda in Serie A e B.

### Allenatore

#### Pordenone
Nella stagione 2020-2021 gli viene conferito l'incarico di allenatore della Primavera del Pordenone.
Il 3 aprile 2021 in seguito all'esonero del tecnico Attilio Tesser passa alla guida della prima squadra che si trova in quel momento al 15º posto in Serie B a due punti dalla zona play-out. Il 5 aprile seguente, al debutto sulla panchina neroverde, vince per 3-0 in casa contro la Virtus Entella. Con tre vittorie, tra cui l’ultima decisiva contro la diretta concorrente Cosenza (2-0), due pareggi e tre sconfitte riesce a salvare il club friulano evitando i play-out con il 15º posto finale. Tuttavia a fine stagione non viene confermato.

#### Fermana
Il 19 giugno 2021 gli viene affidata la guida tecnica della Fermana, in Serie C. Il 20 settembre, dopo aver conquistato un punto in quattro giornate, si dimette.
Castelvetro
Il 20 giugno 2022 viene ufficializzato come nuovo allenatore del Castelvetro, che disputerà il campionato di Eccellenza Emilia.
Terre di castelli
Il 1º luglio 2023 viene annunciato come nuovo allenatore del Terre di Castelli, società iscritta al torneo emiliano di Eccellenza. Conduce i modenesi al secondo posto finale in classifica e di conseguenza ai playoff regionali, in cui la sua squadra riesce a raggiungere la finale dove ha la meglio della Correggese. Nella semifinale degli spareggi nazionali la sua squadra affronta il Giulianova, squadra, quella abruzzese che riesce a eliminare il team di Domizzi dalla corsa alla Serie D. Nonostante l'eliminazione, il tecnico viene confermato per la stagione 2024-2025. Stagione che si chiude al quinto posto in classifica, in piena zona playoff, spareggi che non sono stati però centrati solamente per il divario di punti creato dalle due battistrada Nibbiano e Correggese. Nemmeno una settimana dopo il termine della stagione regolare la società nero-oro comunica che il contratto del tecnico non verrà rinnovato.
Correggese
Il 31 maggio 2025 la Correggese, squadra emiliana neo promossa in Serie D, comunica di avergli affidato la panchina della prima squadra a partire dal 1° luglio seguente.

## Statistiche

### Presenze e reti nei club
| Stagione         | Squadra          | Campionato       | Campionato | Campionato | Coppe nazionali | Coppe nazionali | Coppe nazionali | Coppe continentali | Coppe continentali | Coppe continentali | Altre coppe | Altre coppe | Altre coppe | Totale | Totale |
| Stagione         | Squadra          | Comp             | Pres       | Reti       | Comp            | Pres            | Reti            | Comp               | Pres               | Reti               | Comp        | Pres        | Reti        | Pres   | Reti   |
| ---------------- | ---------------- | ---------------- | ---------- | ---------- | --------------- | --------------- | --------------- | ------------------ | ------------------ | ------------------ | ----------- | ----------- | ----------- | ------ | ------ |
| 1997-1998        | Lazio            | A                | 0          | 0          | CI              | 0               | 0               | CU                 | 0                  | 0                  | -           | -           | -           | 0      | 0      |
| lug.-ott. 1998   | Lazio            | A                | 0          | 0          | CI              | 0               | 0               | CdC                | 0                  | 0                  | SI          | 0           | 0           | 0      | 0      |
| 1998-1999        | Livorno          | C1               | 13         | 0          | CI+CI-C         | 0+5             | 0               | -                  | -                  | -                  | -           | -           | -           | 18     | 0      |
| 1999-2000        | Livorno          | C1               | 10         | 1          | CI-C            | 1               | 0               | -                  | -                  | -                  | -           | -           | -           | 11     | 1      |
| Totale Livorno   | Totale Livorno   | Totale Livorno   | 23         | 1          |                 | 6               | 0               |                    | -                  | -                  |             | -           | -           | 29     | 1      |
| 2000-2001        | Lazio            | A                | 0          | 0          | CI              | 0               | 0               | UCL                | 0                  | 0                  | -           | -           | -           | 0      | 0      |
| Totale Lazio     | Totale Lazio     | Totale Lazio     | 0          | 0          |                 | 0               | 0               |                    | 0                  | 0                  |             | -           | -           | 0      | 0      |
| 2001-2002        | Modena           | B                | 17         | 2          | CI              | 3               | 0               | -                  | -                  | -                  | -           | -           | -           | 20     | 2      |
| 2002-2003        | Sampdoria        | B                | 28         | 1          | CI              | 4               | 0               | -                  | -                  | -                  | -           | -           | -           | 32     | 1      |
| 2003-gen. 2004   | Sampdoria        | A                | 5          | 0          | CI              | 3               | 0               | -                  | -                  | -                  | -           | -           | -           | 8      | 0      |
| Totale Sampdoria | Totale Sampdoria | Totale Sampdoria | 33         | 1          |                 | 7               | 0               |                    | -                  | -                  |             | -           | -           | 40     | 1      |
| gen.-giu. 2004   | Modena           | A                | 17         | 1          | CI              | 0               | 0               | -                  | -                  | -                  | -           | -           | -           | 17     | 1      |
| Totale Modena    | Totale Modena    | Totale Modena    | 34         | 3          |                 | 3               | 0               |                    | -                  | -                  |             | -           | -           | 37     | 3      |
| 2004-2005        | Brescia          | A                | 29         | 0          | CI              | 1               | 0               | -                  | -                  | -                  | -           | -           | -           | 30     | 0      |
| 2005-2006        | Ascoli           | A                | 34         | 5          | CI              | 0               | 0               | -                  | -                  | -                  | -           | -           | -           | 34     | 5      |
| 2006-2007        | Napoli           | B                | 36         | 2          | CI              | 4               | 1               | -                  | -                  | -                  | -           | -           | -           | 40     | 3      |
| 2007-2008        | Napoli           | A                | 29         | 8          | CI              | 4               | 3               | -                  | -                  | -                  | -           | -           | -           | 33     | 11     |
| Totale Napoli    | Totale Napoli    | Totale Napoli    | 65         | 10         |                 | 8               | 4               |                    | -                  | -                  |             | -           | -           | 73     | 14     |
| 2008-2009        | Udinese          | A                | 25         | 1          | CI              | 1               | 0               | CU                 | 11                 | 0                  | -           | -           | -           | 37     | 1      |
| 2009-2010        | Udinese          | A                | 13         | 0          | CI              | 0               | 0               | -                  | -                  | -                  | -           | -           | -           | 13     | 0      |
| 2010-2011        | Udinese          | A                | 30         | 2          | CI              | 1               | 0               | -                  | -                  | -                  | -           | -           | -           | 31     | 2      |
| 2011-2012        | Udinese          | A                | 31         | 1          | CI              | 0               | 0               | UCL+UEL            | 0+7                | 1                  | -           | -           | -           | 38     | 2      |
| 2012-2013        | Udinese          | A                | 30         | 2          | CI              | 0               | 0               | UCL+UEL            | 2+5                | 0                  | -           | -           | -           | 37     | 2      |
| 2013-2014        | Udinese          | A                | 26         | 0          | CI              | 4               | 0               | UEL                | 4                  | 0                  | -           | -           | -           | 21     | 0      |
| 2014-2015        | Udinese          | A                | 11         | 0          | CI              | 0               | 0               | -                  | -                  | -                  | -           | -           | -           | 11     | 0      |
| 2015-2016        | Udinese          | A                | 5          | 0          | CI              | 2               | 0               | -                  | -                  | -                  | -           | -           | -           | 7      | 0      |
| Totale Udinese   | Totale Udinese   | Totale Udinese   | 171        | 6          |                 | 8               | 0               |                    | 29                 | 1                  |             | -           | -           | 208    | 7      |
| 2016-2017        | Venezia          | LP               | 31         | 3          | CI-LP           | 0               | 0               | -                  | -                  | -                  | SLP         | 2           | 1           | 33     | 4      |
| 2017-2018        | Venezia          | B                | 40         | 3          | CI              | 1               | 0               | -                  | -                  | -                  | -           | -           | -           | 41     | 3      |
| 2018-2019        | Venezia          | B                | 28         | 5          | CI              | 1               | 0               | -                  | -                  | -                  | -           | -           | -           | 29     | 5      |
| Totale Venezia   | Totale Venezia   | Totale Venezia   | 99         | 11         |                 | 2               | 0               |                    | -                  | -                  |             | 2           | 1           | 103    | 12     |
| Totale carriera  | Totale carriera  | Totale carriera  | 488        | 37         |                 | 35              | 4               |                    | 29                 | 1                  |             | 2           | 1           | 554    | 43     |

### Statistiche da allenatore
Statistiche aggiornate al 4 maggio 2025. In grassetto le competizioni vinte.
| Stagione                 | Squadra                  | Campionato               | Campionato | Campionato | Campionato | Campionato | Coppe nazionali | Coppe nazionali | Coppe nazionali | Coppe nazionali | Coppe nazionali | Coppe continentali | Coppe continentali | Coppe continentali | Coppe continentali | Coppe continentali | Altre coppe | Altre coppe | Altre coppe | Altre coppe | Altre coppe | Totale | Totale | Totale | Totale | % Vittorie | Piazzamento |
| Stagione                 | Squadra                  | Comp                     | G          | V          | N          | P          | Comp            | G               | V               | N               | P               | Comp               | G                  | V                  | N                  | P                  | Comp        | G           | V           | N           | P           | G      | V      | N      | P      | %          | Piazzamento |
| ------------------------ | ------------------------ | ------------------------ | ---------- | ---------- | ---------- | ---------- | --------------- | --------------- | --------------- | --------------- | --------------- | ------------------ | ------------------ | ------------------ | ------------------ | ------------------ | ----------- | ----------- | ----------- | ----------- | ----------- | ------ | ------ | ------ | ------ | ---------- | ----------- |
| apr.-giu. 2021           | Pordenone                | B                        | 8          | 3          | 2          | 3          | CI              | -               | -               | -               | -               | -                  | -                  | -                  | -                  | -                  | -           | -           | -           | -           | -           | 8      | 3      | 2      | 3      | 37,50      | Sub., 15º   |
| lug.-set. 2021           | Fermana                  | C                        | 4          | 0          | 1          | 3          | CI-C            | 1               | 0               | 1               | 0               | -                  | -                  | -                  | -                  | -                  | -           | -           | -           | -           | -           | 5      | 0      | 2      | 3      | &0,00      | Dimiss.     |
| 2022-2023                | Castelvetro              | Ecc.                     | 38         | 15         | 12         | 11         | CI-Ecc.         | 1               | 0               | 0               | 1               | -                  | -                  | -                  | -                  | -                  | -           | -           | -           | -           | -           | 39     | 15     | 12     | 12     | 38,46      | 7º          |
| 2023-2024                | Terre di Castelli        | Ecc.                     | 34+3       | 21+2       | 9          | 4+1        | CI-Ecc.+CI-Dil. | 7+4             | 4+1             | 3+2             | 0+1             | -                  | -                  | -                  | -                  | -                  | -           | -           | -           | -           | -           | 48     | 28     | 14     | 6      | 58,33      | 2º          |
| 2024-2025                | Terre di Castelli        | Ecc.                     | 34         | 16         | 11         | 7          | CI-Ecc.         | 3               | 1               | 1               | 1               | -                  | -                  | -                  | -                  | -                  | -           | -           | -           | -           | -           | 37     | 17     | 12     | 8      | 45,95      | 5º          |
| Totale Terre di Castelli | Totale Terre di Castelli | Totale Terre di Castelli | 71         | 39         | 20         | 12         |                 | 14              | 6               | 6               | 2               |                    | -                  | -                  | -                  | -                  |             | -           | -           | -           | -           | 85     | 45     | 26     | 14     | 52,94      |             |
| Totale carriera          | Totale carriera          | Totale carriera          | 121        | 57         | 35         | 29         |                 | 16              | 6               | 7               | 3               |                    | -                  | -                  | -                  | -                  |             | -           | -           | -           | -           | 137    | 63     | 42     | 32     | 45,99      |             |

## Palmarès

### Club

#### Competizioni giovanili
- Campionato Primavera: 1

Lazio: 2000-2001

#### Competizioni nazionali
- Coppa Italia: 1

Lazio: 1997-1998
- Supercoppa italiana: 2

Lazio: 1998, 2000
- Lega Pro: 1

Venezia: 2016-2017
- Coppa Italia Lega Pro: 1

Venezia: 2016-2017

### Allenatore

#### Competizioni regionali
- Coppa Italia Dilettanti Emilia-Romagna: 1

Terre di Castelli: 2023-2024